# 陆家崖站
陆家崖站是一个陇海线上的已撤销铁路车站
，位于甘肃省榆中县金家崖乡，建于1952年。